# Adja-Ouèrè
Adja-Ouèrè is een van de 77 gemeenten (communes) in Benin. De gemeente ligt in het departement Plateau en heeft een oppervlakte van 550 km². De gemeente telt 116.282 inwoners (2013). De gemeente is opgedeeld in zes arrondissementen:
- Adja-Ouèrè
- Ikpinlè
- Kpoulou
- Massè
- Oko-Akare
- Tatonnonkon

## Geografie
De gemeente grenst in het oosten aan Nigeria. Er is een wegverbinding naar Pobè en Ouinhi. De gemeente ligt deels op een plateau en deel in een laagte (Dépression de la Lama). Er zijn enkele kleinere rivieren, de Iguidi, de Gba en de Idogbè. Het landschap bestaat uit bossavanne met verspreid enkele bossen waaronder het Forêt classée d'Itchèdè-Toffo.
Adja-Ouèrè heeft een tropisch savanneklimaat met twee regenseizoenen en twee droge seizoenen.

## Bevolking
In 2002 telde de gemeente 81.497 inwoners. In 2013 waren dit 116.282 inwoners.
De bevolking bestaat uit verschillende bevolkingsgroepen: Yoruba, Holli, Adja en Goun Fon. In 2002 was 12,8% van de bevolking moslim, 9,9% katholiek en 9,3% protestants. Een groot deel van de bevolking hangt inheemse godsdiensten aan.
Opm: Bevolkingscijfers in duizendtallen
Bron: Adja-Ouèrè Commune in Benin; 1979-2013: volkstellingen
Bron: Institut National de la Statistique Benin; 2013: volkstelling

## Economie
De voornaamste teelten voor de markt zijn pinda's en oliepalm, beide geteeld voor de olie. Ook worden er maïs, rijst, yams, cassave en zoete aardappelen verbouwd. Er zijn zand- en steengroeven. Naast de landbouw zijn de handel en de kleinschalige nijverheid de voornaamste economische sectoren.